# Rosamunde (Gepiden)

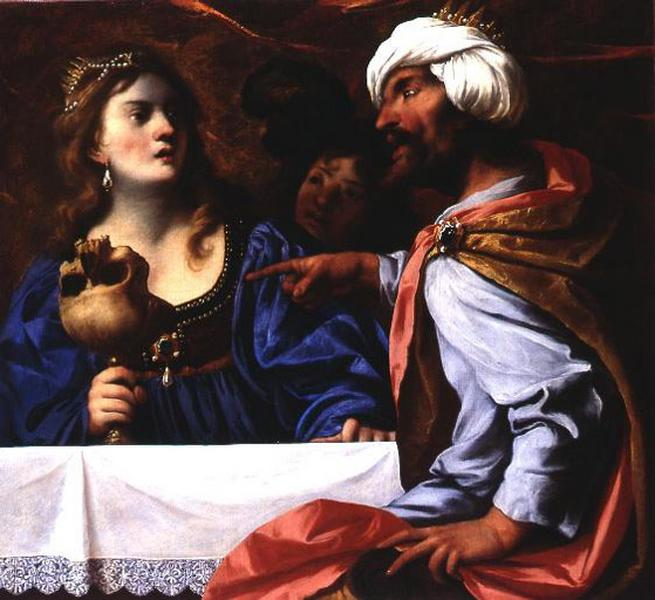
Rosamunde gezwungen aus dem Schädel ihres Vaters zu trinken, Pietro della Vecchia

Rosamunde (auch Rosemunda, Rosimunda; * um 540; † August 572/573 in Ravenna) war die Tochter des Gepidenkönigs Kunimund († 567) und die zweite Frau des Langobardenkönigs Alboin, den sie am 28. Juni 572 oder 573 ermorden ließ.

## Leben und langobardische Sage
Leben und Sage sind untrennbar miteinander verwoben. Die zeitgenössischen Quellen erwähnen sie nur mit wenigen Sätzen, zum Teil wird sie nicht einmal namentlich genannt. Zwei Jahrhunderte nach ihrem Tod beschrieb Paulus Diaconus ihr Leben ausführlicher, aber schon stark legendenhaft ausgeschmückt.

### Heirat und Mord an Alboin
Alboin schlug 567 an der Spitze der Langobarden die Gepiden, deren König Kunimund er tötete und köpfte. Aus dessen Hirnschale wurde angeblich eine scala (Schale, Trinkgefäß) gearbeitet. Alboin machte außerdem Kunimunds Tochter Rosamunde zu seiner Frau.
Über die Ermordung Alboins gibt es verschiedene Überlieferungen:
Nach dem Zeitgenossen Gregor von Tours (539–594) hat Rosamunde Alboin, den sie als den Mörder ihres Vaters Kunimund hasste, mit ihrem namentlich nicht genannten Geliebten (angeblich einem Sklaven) vergiftet. Der ebenfalls zeitgenössische Chronist Johannes von Biclaro schrieb, dass Alboin nachts von seinen Gefolgsleuten in Verona auf Betreiben seiner Frau ermordet wurde. Marius von Avenches fügte hinzu, dass Hilmaegis den Mord ausführte.
Die Origo Gentis Langobardorum (aus dem 7. Jahrhundert) berichtet, dass Alboin in seinem Palast in Verona von Hilmichis und Rosamunde auf den Rat des Peritheus hin getötet wurde.
Durch Paulus Diaconus ist die ausführlichste, aber auch schon stark legendenhaft ausgestaltete Erzählung überliefert: Alboin habe Rosamunde zutiefst gekränkt, als er ihr bei einem Gelage in seinem Palast in Verona den Pokal, der aus ihres Vaters Schädel gemacht war, gereicht und sie aufgefordert habe, fröhlich mit ihrem Vater zu trinken. Rosamunde beschloss, ihren Vater zu rächen. Sie verbündete sich mit Helmichis, dem scilpor („Waffenträger“, Knappe) und conlactaneus („Milchbruder“, Ziehbruder) Alboins, der ihr riet, Peredeus in das Attentat einzubeziehen. Als dieser sich weigerte, verführte und erpresste Rosamunde ihn, „aut tu Alboin interficies, aut ipse te suo gladio extinguet“ („entweder tötest du Alboin, oder du wirst selbst durch sein Schwert gerichtet“). Peredeus riet, das Schwert Alboins in der Scheide festzuklemmen und den König im Schlaf zu erschlagen. Ob Helmichis oder Peredeus den Mord verübten, als Alboin seinen Mittagsschlaf hielt, wird in den Manuskripten unterschiedlich wiedergegeben.

### Flucht und Tod
Rosamunde heiratete Helmichis, der versuchte, die Königswürde zu usurpieren, sich aber nicht durchsetzen konnte. Beide flohen mit Albsuinda, Alboins Tochter aus erster Ehe, einem Teil des Heeres und dem langobardischen Königsschatz zum byzantinischen Exarchen Flavius Longinus nach Ravenna. Longinus wollte Rosamundes Schätze erhalten und drängte sie daher, ihn zu heiraten und ihren Komplizen und Geliebten Helmichis aus dem Weg zu räumen. Rosamunde sah sich schon als domina (Herrin) Ravennas, als sie Helmichis einen vergifteten Trank gab. Dieser merkte, dass er seinen mortis poculum („Todesbecher“) getrunken hatte, und zwang sie, selbst den Rest des Giftes zu trinken, an dem sodann beide starben. Die Gepiden und Langobarden, die sich ihr angeschlossen hatten, wurden von Byzanz als Truppenverstärkung nach Syrien geschickt.

## Neuzeitliche Rezeption
Die Sage von Rosamunde inspirierte bis in unsere Zeit immer wieder Dichter, Dramatiker und Maler. Auch in Oper, Film und Roman wurde ihr Leben zum Thema gemacht. Die nachfolgende Liste zeigt nur einen unvollständigen Ausschnitt der Rezeption durch die Jahrhunderte.

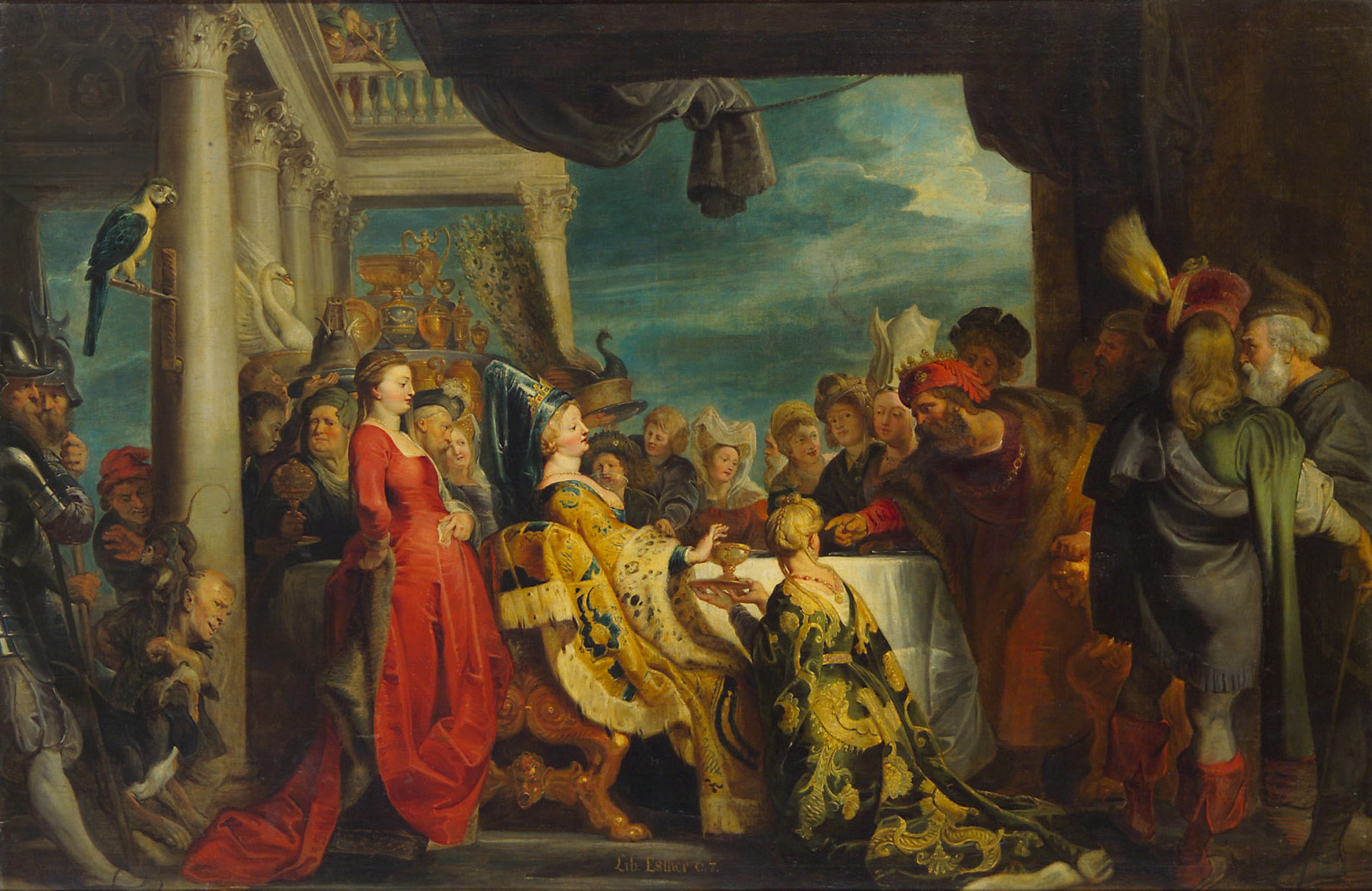
Alboin und Rosamunde, Peter Paul Rubens (Werkstatt), 1615

- Hans Sachs (1494–1576), Vittorio Alfieri (1749–1803), und Friedrich de la Motte Fouqué (1777–1843) erwähnen sie in ihrer Dichtung.

- 1823: Das Schauspiel Rosamunde von Helmina von Chézy mit der Bühnenmusik Franz Schuberts geht sehr frei mit dem Stoff um.

- 1824 wurde in Wien das Streichquartett Nr. 13 Rosamunde in a-Moll op. 29 D 804 von Franz Schubert aufgeführt, dessen zweiter Satz eine Melodie aus Schuberts gleichnamiger Schauspielmusik variiert.

- 1830 verfasste der Dichter Peter Friedrich von Uechtritz (1800–1875) das Trauerspiel „Rosamunde“[10]

- 1835: Karl Borromäus von Miltitz komponierte die romantische Oper „Alboin und Rosamunde“[11]

- 1860: Dichter Algernon Swinburne schrieb sein Werk Rosamond.

- 1869: Der Dramatiker Josef Weil von Weilen behandelt die Alboinsage in seinem Werk „Rosamunde“ in freier Ausgestaltung.[12]

- 1959 erschien Gertrud Bäumers Roman Der Berg des Königs – Das Epos des langobardischen Volkes, Wunderlich, Tübingen, in dem u. a. die Sage von Alboin und Rosamunde erzählt wird.

- 1962: Carlo Campogallianis Verfilmung unter dem Titel Alboin, König der Langobarden (im Original Rosmunda e Alboino) konzentriert sich auf die Auseinandersetzungen Alboins mit den Gepiden und stellt die Beziehung zu Rosamunde in den Mittelpunkt. Als Schauspieler sieht man Jack Palance, Eleonora Rossi Drago, Guy Madison und Mirella d’Angelo.[13]